# Dardo Preza
Dardo Hamlet Preza Restuccia (Montevideo, Uruguay, 2 de marzo de 1945 - Montevideo, Uruguay, 6 de junio de 2014), fue un magistrado uruguayo, quien se desempeñó como miembro del Tribunal de lo Contencioso Administrativo desde 2005 hasta su muerte.

## Primeros años
En su juventud se dedicó al ejercicio del periodismo.
Paralelamente cursó estudios en la Facultad de Derecho de la Universidad de la República, donde se graduó como abogado en 1974.

## Juez de Paz en el interior
En octubre de 1974 inició su carrera judicial al ser designado Juez de Paz de la quinta sección judicial de Paysandú, con sede en la ciudad de Guichón.
En febrero de 1975 fue trasladado al Juzgado de Paz de la 11° sección judicial de Canelones, con sede en la ciudad de San Ramón.
Desde diciembre de 1976 fue Juez de Paz de la décima sección judicial de Rivera, correspondiente a la ciudad de Rivera.

## Juez Letrado en el interior
En mayo de 1977 fue ascendido al cargo de Juez Letrado de Bella Unión.
En marzo de 1978 pasó a ser Juez Letrado de Salto de Primer Turno.
En marzo de 1979 fue trasladado al Juzgado Letrado de Maldonado de Primer Turno, en el que permaneció hasta julio del mismo año, cuando renunció a su cargo. 

## Reingreso como Juez Letrado en el interior
Posteriormente se desempeñó como director de la Asesoría Letrada de la Intendencia de Maldonado, hasta que en setiembre de 1980 reingresó a la magistratura judicial al ser designado Juez Letrado de Canelones.

## Juez Letrado en la capital
En diciembre de 1980 ascendió a cumplir funciones como Juez Letrado en Montevideo, inicialmente como Juez Letrado Suplente.
En abril de 1981 fue nombrado Juez Letrado en lo Penal de Quinto Turno,donde permaneció durante ocho años.

## Tribunal de Apelaciones
En agosto de 1989 recibió un nuevo ascenso al ser nombrado como uno de los integrantes del Tribunal de Apelaciones en lo Civil de Octavo Turno que acababa de ser creado.
En febrero de 1992 fue trasladado al Tribunal de Apelaciones en lo Civil de Tercer Turno, y en marzo de 1993 pasó al Tribunal de Apelaciones en lo Penal de Segundo Turno,en el que permaneció durante más de doce años.

## Tribunal de lo Contencioso Administrativo
El 23 de agosto de 2005 la Asamblea General lo eligió, junto a Eduardo Lombardi y a Ricardo Harriague, como miembro del Tribunal de lo Contencioso Administrativo, para cubrir las vacantes generadas por los retiros de Eduardo Brito del Pino Pocey, Manuel Mercant y José Baldi.
Hubiera podido permanecer en el TCA hasta cumplir los 70 años en marzo de 2015, pero falleció a los 69 años, el 6 de junio de 2014.
La vacante generada en el tribunal por su fallecimiento fue cubierta en setiembre de 2014 con la designación de José Echeveste.

## Otras actividades
Fue docente de Derecho Penal y Derecho Procesal Penal en la Universidad de la República y en la Universidad Católica, y autor de numerosas obras sobre dichas ramas del derecho.
Fue asimismo presidente de la Comisión de Reforma del Código del Proceso Penal a partir del año 2006.
Integró también el Tribunal de Apelaciones de la Asociación Uruguaya de Fútbol, al que renunció en 2006.